# Polleniopsis shanghaiensis
Polleniopsis shanghaiensis är en tvåvingeart som beskrevs av Fan, Gan, Fang, Zheng, Chen och Tao 1997. Polleniopsis shanghaiensis ingår i släktet Polleniopsis och familjen spyflugor.
Artens utbredningsområde är Shanghai (Kina). Inga underarter finns listade i Catalogue of Life.